# Kay (počítač)
Kay je jednou z ruských variant počítače Sinclair ZX Spectrum vyráběný firmou Nemo v Petrohradě. Jedná se o následníka počítače Composite-48K. Označení Kay je odvozeno z oficiálního názvu Composite-128KAY. Po něm následovaly počítače Kay 256 a Kay 1024, již bez označení Composite. V programu Universal Memory Tester je uváděn i Kay 2048.

## Kay 256
Kay 256 se vyráběl v pěti verzích 1.0 – 1.4. Verze 1.0 a 1.1 mají dva rozšiřující sloty, verze 1.2 – 1.4 mají sloty tři. Verze 1.4 byla vybavena režimem Turbo. Stránkování paměti RAM je kompatibilní s počítačem Scorpion ZS-256, je prováděno pomocí portů 32765 a 8189, význam jednotlivých bitů portů 8189 ale není úplně shodný s počítačem Scorpion.

## Kay 1024

### Stránkování paměti
Paměť počítače Kay 1024 byla rozšířena 1024 KiB. Ke stránkování paměti jsou používány porty 32765 a 8189 (stejné jako u Kay 256), změnil se ale význam některých bitů.
Význam jednotlivých bitů hodnoty odeslané na port 32765 je následující:
| 7                                                    | 6                             | 5                 | 4                 | 3                                           | 2                                                              | 1                                                              | 0                                                              |
| třetí bit rozšířeného stránkování paměti nad 128 KiB | signál AUTO paralelního portu | zákaz stránkování | číslo stránky ROM | videoram: 0 - ve stránce 5 1 - ve stránce 7 | dolní tři bity čísla stránky RAM v adresovém prostoru od 49152 | dolní tři bity čísla stránky RAM v adresovém prostoru od 49152 | dolní tři bity čísla stránky RAM v adresovém prostoru od 49152 |

Význam jednotlivých bitů hodnoty odeslané na port 8189 je následující:
| 7                                                    | 6 | 5 | 4                                                    | 3 | 2                                             | 1 | 0 |
| druhý bit rozšířeného stránkování paměti nad 128 KiB |   |   | první bit rozšířeného stránkování paměti nad 128 KiB |   | 0 - režim Turbo zapnut 1 - režim Turbo vypnut |   |   |